# Patriotic Front (Sambia)
Patriotic Front (PF, deutsch:  Patriotische Front) ist eine demokratisch-sozialistische politische Partei in Sambia.
Die Gründung erfolgte im Jahr 2001 von Michael Sata, der das Movement for Multi-Party Democracy (MMD) verließ, nachdem der noch amtierende Präsident Frederick Chiluba als seinen Nachfolger Levy Mwanawasa nominiert hatte.
Seit 2013 ist die Partei assoziiertes Mitglied der Sozialistischen Internationale.

## Positionen
Bei der Gründung zeichnete sich die Partei durch eine anti-elitäre sowie anti-neoliberalistische Haltung aus. Sie sah sich nicht nur als Opposition zu anderen Parteien, sondern auch zum Auftreten und Programm der Weltbank in Sambia, welche wichtige Wirtschaftssektoren, wie den Kupferabbau privatisieren wollte. Vor der Wahl 2011 warb die Partei damit, die armen Bevölkerungsteile in ländlichen Regionen Sambias stärker zu unterstützen. Außerdem wollte sie die Infrastruktur des Landes stärken und neue Arbeitsplätze schaffen. Nach dem Präsidentenwechsel 2015 wurden zwar weiterhin arme Bevölkerungsteile finanziell unterstützt, allerdings richtete sich der Fokus der Partei mehr und mehr auf Empowerment-Projekte zugunsten von Frauen und perspektivlosen Jugendlichen

## Wahlen
Bei den Wahlen in Sambia 2001 kandidierte Sata für das Präsidentenamt und gewann 3,4 Prozent der Stimmen. Bei den gleichzeitig stattfindenden Wahlen zur Nationalversammlung konnte die PF 2,8 Prozent der Stimmen und somit ein Mandat gewinnen.
Sata trat bei den Wahlen in Sambia 2006 erneut als Präsidentschaftskandidat an und erreichte mit 29 Prozent das zweitbeste Resultat. In den gleichzeitig stattfindenden Parlamentswahlen konnte die PF 46 Mandate gewinnen. Ihre Stimmen gewann die PF 2006 vor allem in den Townships des Copperbelt und von Lusaka, doch auch in der Nordprovinz und in der Provinz Luapula, wo sie vom Unmut über ausbleibende Investitionen und Infrastrukturausbau massiv profitieren konnte. Nach Satas Tod im Jahr 2014 wurde der PF-Politiker Edgar Lungu als neuer Präsident gewählt und trat sein Amt im Januar 2015 an.